# Haymarket Theatre (Leicester)
Haymarket Theatre – teatr w centrum miasta Leicester w Anglii.
Teatr otworzony w 1973 r. w kompleksowym budynku galerii handlowej Haymarket przy ulicy Belgrave Gate. Zamknięty w 2006 r. Ostatni występ teatralny odbył się w 2006 roku: "Czarnoksiężnik z krainy Oz".
Haymarket Theatre został zastąpiony nowym teatrem Curve otworzonym 11 listopada w 2008 r.